# Gay Icon
Gay Icon är The Bear Quartets nionde studioalbum, utgivet 2001.

## Låtlista[1]
1. "From Nowhere" - 1:59
2. "Be a Stranger" - 4:07
3. "Load It" - 3:36
4. "Fuck Your Slow Songs" - 4:05
5. "A Man Walks into a Bar" - 1:25
6. "Hunchback" - 4:18
7. "The Plain No" - 4:28
8. "Portrait Painter" - 6:14
9. "Capable" - 3:52
10. "Open the Door, Open" - 4:42
11. "Brother John" - 6:00
12. "Gay Icon" - 1:49

## Mottagande
Allmusic.com gav skivan 3/5. Nöjesguiden gav betyget 3/6.